# Bioplastic
Bioplastic Co. Ltd. era un'azienda greca. La società è nata a Atene come costruttrice di natanti, trasformandosi in seguito in casa automobilistica. Il suo creatore Georgios Dimitriadis presentò nel 1958 un prototipo di vettura, la Dimitriadis 505, ma dovette rinunciare alla sua messa in produzione a causa degli alti costi fiscali per i veicoli a quattro ruote.

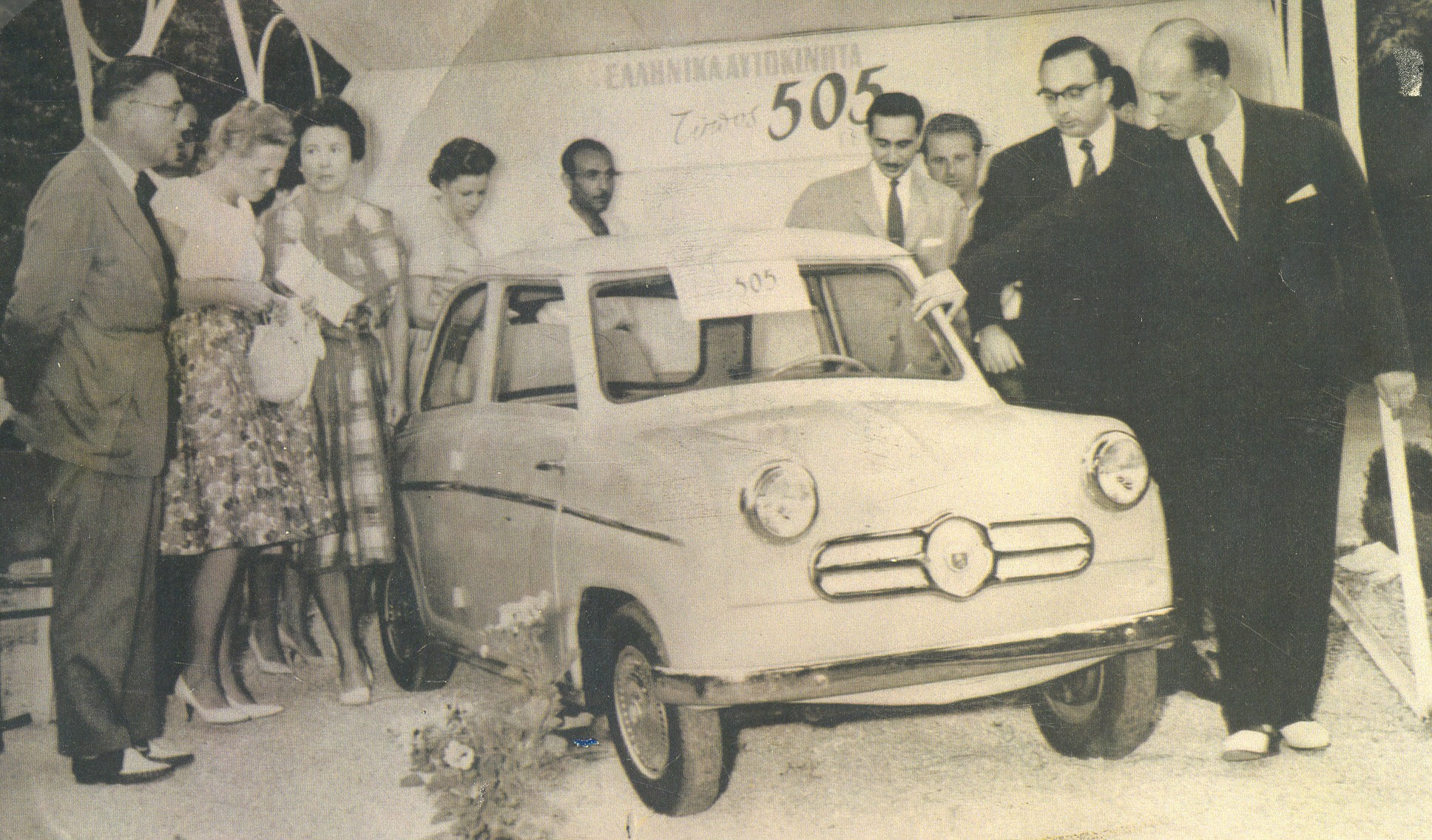
Dimitriadis 505

Così nel 1964 acquisì da Fuldamobil la licenza per la costruzione di un veicolo a tre ruote che venne messo in vendita con il nome commerciale "Attica". Visto l'iniziale successo del modello, sullo stesso mercato nel 1968 entrò in concorrenza la Alta con un modello dalla stessa derivazione iniziale ma con linee più moderne. 

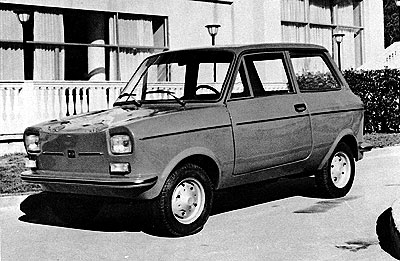
La DIM 652

L'ultima apparizione nel mondo automobilistico avvenne nel 1977 al salone dell'automobile di Ginevra quando Dimitriadis presentò un prototipo sotto la nuova denominazione di DIM Motors, la DIM 652, che non ebbe alcun seguito commerciale.

## Autoveicoli

### Attica 200

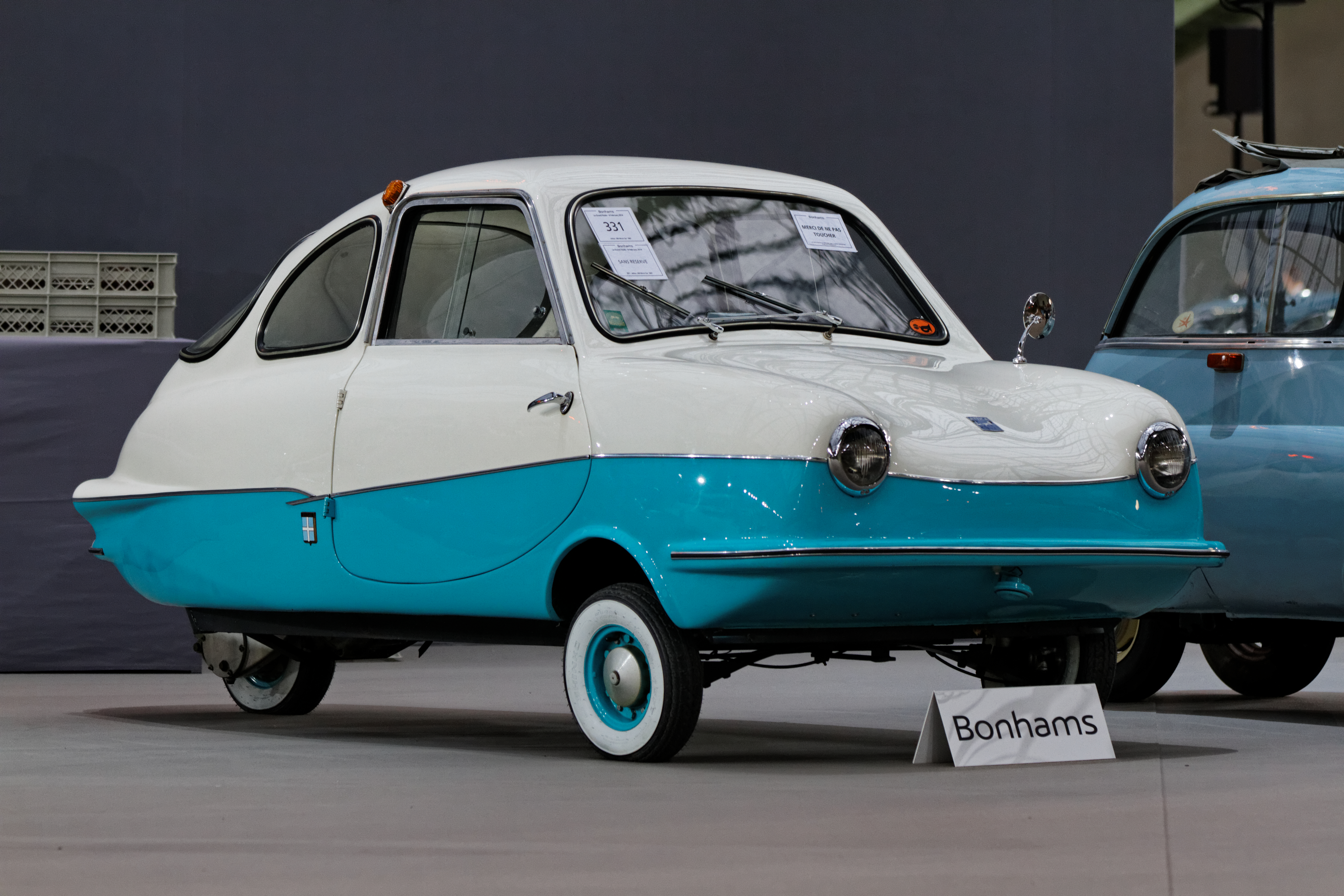
Attica 200

L'autovettura con licenza concessa da Fuldamobil era un triciclo, molto simile ad una microcar, con due ruote anteriori e una posteriore. Il veicolo era caratterizzato da un motore Heinkel monocilindrico da 198cc e restò in produzione sino al 1971.
Nel 1966 ne fu creata una versione cabriolet aperta.

### Attica Carmel 12
La Carmel 12 era un'automobile, in questo caso a quattro ruote, per il ceto borghese ed era costruita su licenza, assemblandone i pezzi importati, dalla casa automobilistica israeliana Autocars Company Ltd che a sua volta l'aveva in catalogo come Sabra Carmel. Si calcola che la produzione sia stata intorno alle 100 unità.

### Delta
Con il marchio Delta sono invece stati presentati i veicoli commerciali, sempre a 3 ruote, ma con una ruota anteriore e due posteriori.